# 人類の戦士
『人類の戦士』（じんるいのせんし、Arrowsmith）は、ジョン・フォード監督、シドニー・ハワード脚本による1931年のアメリカ映画である。シンクレア・ルイスの小説『アロウスミスの生涯』を原作としている。第5回アカデミー賞には作品賞を含む4部門にノミネートされた。

## キャスト
- ロナルド・コールマン
- ヘレン・ヘイズ
- リチャード・ベネット（英語版）
- A・E・アンソン（英語版）
- クラレンス・ブルックス
- アレック・B・フランシス（英語版）
- バート・ローチ（英語版）
- マーナ・ロイ
- ラッセル・ホプトン（英語版）
- デヴィッド・ランドー（英語版）
- ラムスデン・ヘイア（英語版）
- ワード・ボンド

## 受賞とノミネート
| 賞           | 年         | 部門                                         | 結果       |
| ------------ | ---------- | -------------------------------------------- | ---------- |
| アカデミー賞 | 作品賞     | サミュエル・ゴールドウィン・プロダクションズ | ノミネート |
| アカデミー賞 | 脚色賞     | シドニー・ハワード                           | ノミネート |
| アカデミー賞 | 美術監督賞 | リチャード・デイ                             | ノミネート |
| アカデミー賞 | 撮影賞     | レイ・ジューン                               | ノミネート |